# Восточный научно-исследовательский институт золота и редких металлов
Восточный научно-исследовательский институт золота и редких металлов — учреждение, расположенное в Магадане. Основной вид деятельности — аренда и управление собственным или арендованным недвижимым имуществом. Дополнительные виды деятельности:
- разработка проектов промышленных процессов и производств в области электротехники, электронной техники, горного дела, химической технологии, машиностроения, а также промышленного строительства, системотехники и техники безопасности;
- издание брошюр, книг, рекламных буклетов, информационных листков, а также словарей и энциклопедий;
- дополнительное профессиональное образование;
- и другие.

## История
Решение об образовании Всесоюзного научно-исследовательского института золота и редких металлов (ВНИИ-1) было принято Советом министров СССР 22 мая 1948 года, поставившим целью усиление и координацию научно-исследовательских работ в государственном тресте «Дальстрой». Соответствующий приказ был издан 31 мая 1948 г. Министром внутренних дел СССР.
Приказом начальника Дальстроя И. Ф. Никишова от 17 июля 1948 года Магаданский НИИ золота и редких металлов был организован на базе научно-исследовательского отдела Геолого-разведочного управления и Центральной научно-исследовательской лаборатории Дальстроя.
Директором назначили учёного С. П. Александрова, приступившего к исполнению своих обязанностей 2 ноября 1948 года и сразу же начавшего практическую организацию института.
Основным видом деятельности стали научные исследования геологических аспектов, вопросов эксплуатации коренных и россыпных месторождений золота, олова и других ценных металлов, а также обогащения руды и песка россыпных месторождений. Со временем институт стал заниматься изучением производства стройматериалов из местного сырья, а также механизацией и автоматизацией горных работ.
В 1949 году организовали следующие лаборатории:
- геолого-разведочная,
- обогатительная,
- горная,
- химико-металлургическая,
- мерзлотоведения.

Первые труды специалистов института вышли в 1952 году.
В 1957 году создали лабораторию абсолютного возраста горных пород, одну из первых в стране. Через два года появилась лаборатория механизации и автоматизации горных работ. В 1960 году из состава института выделили геолого-разведочную лабораторию и на её базе сформировали Северо-Восточный комплексный НИИ. В 1961 году организовали прииск «Экспериментальный», на базе которого стали испытывать новые технологии и оборудование.
В 1966 году постановлением Госкомитета по науке и технике институту присвоили статус головного учреждения в СССР по проблемам создания и совершенствования способов и средств оттаивания вечномерзлых пород. В 1970 году к НИИ присоединили центральное конструкторское бюро объединения «Северовостокзолото» и поручили координировать все работы, ведущиеся Министерством цветной металлургии по созданию и последующему совершенствованию техники разработки и обогащения россыпей.
Практика горного дела на Северо-Востоке обусловила расширение функций института. Так, были созданы лаборатории повышения срока службы горной техники, охраны окружающей среды, буровзрывных работ, извлечения благородных металлов из руд и россыпей.
Существенный вклад в становление и развитие горной науки на Северо-Востоке страны внесли:
- Герой Социалистического Труда, лауреат Государственной премии СССР С. П. Александров;
- доктора наук, директора ВНИИ-1 С. В. Потемкин и В. И. Емельянов;
- Герой Социалистического Труда, лауреат Государственной премии СССР академик Н. А. Шило;
- член-корреспондент АН СССР Е. И. Богданов;
- доктора наук А. И. Калабин и Г. З. Перльштейн;
- кандидат наук, заслуженный изобретатель РСФСР П. Д. Чабан и другие.

В первой половине 1990-х годов институт стал хозрасчётной организацией и акционировался; работа ряда лабораторий перестала быть востребованной и они закрылись. В 2005 году Международная академия минеральных ресурсов выдвинула работу «Создание и внедрение криогенных экотехнологий освоения минеральных ресурсов Севера», выполненную специалистами ОАО ВНИИ-1, Гипроцветмета, Института горного дела ДВО РАН и других организаций, на соискание премии правительства РФ. Кроме того, совместно со специалистами Магаданского механического завода и ОАО «Северовостокзолото» сотрудники НИИ разработали приставку к промывочным приборам (промприборам) для извлечения мелкого и тонкого золота из россыпей.